# Józef Semik
Józef Jerzy Semik (ur. 8 stycznia 1949 w Krakowie, zm. 27 sierpnia 2018) – polski policjant, nadinspektor Policji, były zastępca Komendanta Głównego Policji Jana Michny i podsekretarz stanu w MSWiA.

## Życiorys
Pochodził z Krakowa. Był zastępcą małopolskiego komendanta policji. Nadzorował śledztwo w sprawie tzw. „Inkasenta”, który podając się za pracownika elektrowni zabił w Małopolsce 5 ludzi. Potem awansował na stanowisko zastępcy Komendanta Głównego Policji. Osobiście nadzorował działania policji na miejscu zabójstwa gen. Marka Papały w czerwcu 1998. Zdymisjonowany na początku lipca 2000, zastąpił go wówczas Adam Rapacki.
Przez pewien czas doradca wiceministra Zbigniewa Sobotki, odwołany wskutek afery starachowickiej. Potem sekretarz Międzyresortowego Centrum ds. Przestępczości Zorganizowanej i Międzynarodowego Terroryzmu.
Podczas wyborów samorządowych w 2006 bezskutecznie startował do rady miasta Krakowa z Komitetu Wyborczego Wyborców Jacka Majchrowskiego.
W 1998 otrzymał Krzyż Kawalerski Orderu Odrodzenia Polski.
Pochowany na cmentarzu Batowickim w Krakowie (kw. A9-8-15).

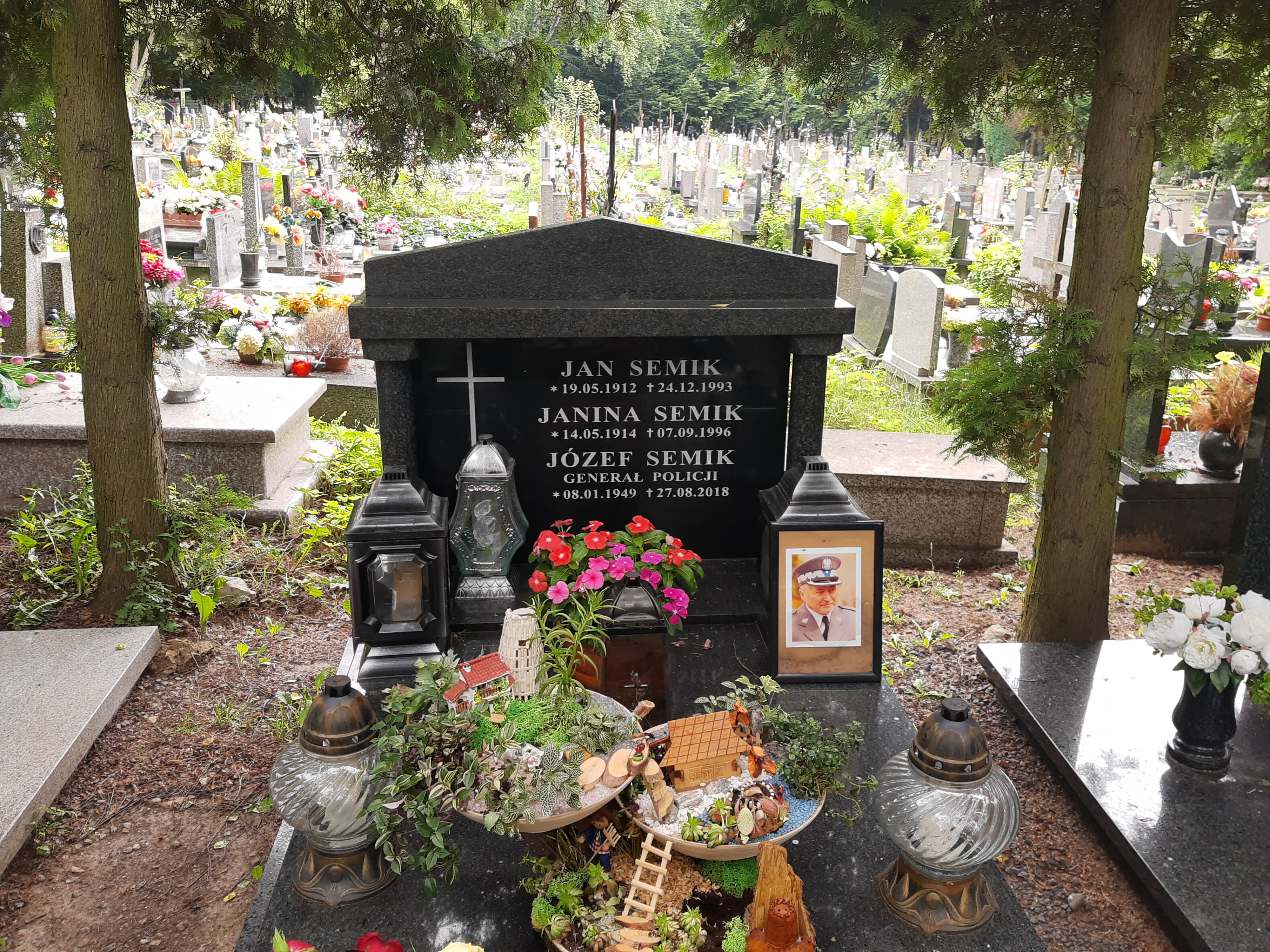
Grób gen. Józefa Semika na Cmentarzu Prądnik Czerwony